# Somera (geslacht)
Somera is een geslacht van vlinders. Het geslacht is voor het eerst geldig beschreven in 1855 door Francis Walker.

## Soorten
- S. baliensis
- S. borneensis
- S. brillians Gaede, 1930
- S. celebesa
- S. hinnula Holland, 1893
- S. hollowayi
- S. javensis
- S. luzoensis
- S. similis
- S. sumatrana
- S. taiwana
- S. triangularis Gaede, 1930
- S. virens Dierl, 1976
- S. viridifusca Walker, 1855
- S. watsoni